# أنجيلا روك
أنجيلا روك (بالإنجليزية: Angela Rock)‏ (15 أكتوبر 1963 في الولايات المتحدة - ) هي لاعبة كرة طائرة الولايات المتحدة. شاركت في الألعاب الأولمبية الصيفية 1988.

## وصلات خارجية
- أنجيلا روك على موقع الاتحاد الدولي beach volleyball database (الإنجليزية)
- أنجيلا روك على موقع قاعدة بيانات الكرة الطائرة الشاطئية (الإنجليزية)
- أنجيلا روك على موقع أوليمبيديا (الإنجليزية)